# ファン・カルロス・モレーノ・ロドリゲス
ファン・カルロス・モレーノ（Juan Carlos Moreno, 1975年4月19日 - ）はスペインの元サッカー選手。スペイン、バルセロナ出身。現役時代のポジションはミッドフィールダー。

## 経歴
FCバルセロナのカンテラ出身。トップチームでは、ヨハン・クライフ監督が最後に指揮を執ってスーペルコパ・デ・エスパーニャを制した1995-96シーズンに7試合に出場。1996-97シーズンはFCバルセロナBでプレーした。1997年、セグンダ・ディビシオンのアルバセテ・バロンピエに移籍した。その後も1シーズンごとにセグンダ・ディビシオンのチームを転々とした。UEリェイダ、CFエストレマドゥーラの2チームはモレーノが在籍したシーズンにそれぞれセグンダ・ディビシオンBに降格した。
2003年にCDヌマンシアに移籍し、不動のレギュラーに定着した。2003-04シーズンは41試合に出場して9得点を挙げ、プリメーラ・ディビシオン昇格に貢献した。2004-05シーズンはFCバルセロナ時代の1995-96シーズン以来9シーズンぶりのプリメーラでのプレーだったが、19位でセグンダ・ディビシオンに降格した。2005-06シーズンは11得点したが、8位で昇格を逃した。2007-08シーズンは独走するチームとともに自身も好調で、プリメーラ・ディビシオン昇格を果たした。2008-09シーズンは20試合に出場したが、19位でセグンダ・ディビシオンに降格した。
2009-10シーズン終了後、35歳で引退を発表した。

## 所属クラブ
- 1994-1997  FCバルセロナB
- 1995-1996  FCバルセロナ
- 1997-1998  アルバセテ・バロンピエ
- 1998-1999  UEリェイダ
- 1999-2000  レクレアティーボ・ウェルバ
- 2000-2001  UEリェイダ
- 2001-2002  CFエストレマドゥーラ
- 2002-2003  テッラーサFC
- 2003-2010  CDヌマンシア
- 2010  FCカルタヘナ